# Charly Nijensohn
Charly Nijensohn (Buenos Aires, 13 de julio de 1966) es un artista argentino de reconocimiento y trayectoria internacional cuya producción artística se desarrolla en los lenguajes performáticos del teatro experimental, el visual de la fotografía y el audiovisual expresado en el videoarte y la videoinstalación. Desde 2002 vive y trabaja en Berlín, Alemania.  

## Trayectoria
Como autodidacta, se lanzó inicialmente al ámbito de producción en el campo de las artes escénicas, en Buenos Aires, en el contexto histórico de la crisis política posdictadura cívico-militar en Argentina (1976-1983) 
A los 18 años fue uno de los integrantes fundadores de la Organización Negra (1984), grupo de teatro experimental inspirado en la estética y las expresiones de La Fura dels Baus. Realizaban acciones en espacios no convencionales, recurrieron a la técnica de teatro de choque y a sumar elementos multimediales a sus performances que buscaban generar una interacción con el público para que pudiera participar activamente.  En 1998 fundó el grupo Ar Detroy colectivo de arte experimental anónimo con el que sentó las bases de lo que sería su futuro desarrollo individual, interrelacionando acciones performativas, vídeos, viajes y música. Los integrantes del grupo Ar Detroy un desprendimiento de la Organización Negra, también se expresaron a través de acciones asociadas a la performance, las intervenciones públicas y el teatro alternativo. Siempre se dirigieron en el sentido de romper con los formas de representación y puesta de espectáculos tradicionales.
En 1992 el MoMA compró los derechos de reproducción de uno de los videos realizados por Ar Detroy, Diez hombres solos, filmado en el 90 para un programa acerca de nuevas corrientes audiovisuales latinoamericanas, estrenado en el Museo Nacional Centro de Arte Reina Sofía y luego en el propio MoMA
En 2002, gracias a una beca de la Fundación Antorchas viajó a Canadá. De allí viajó luego a Berlín, donde reside con su familia hasta la actualidad. 
Se desarrolló como un artista autodidacta, por fuera del sistema del arte mainstream y de la educación formal. No lo representa ninguna galería de arte en particular, sino que establece, en general, un contacto directo con los coleccionistas interesados en su obra y producción artística.

## Obra artística
En las producciones de video e instalaciones realizadas se observa la influencia de la tradición romántica. En ellas suelen desarrollarse secuencias donde el ser humano es expuesto a las fuerzas de naturaleza, se manifiesta así un contraste entre imágenes de la resistencia del cuerpo humano y las de la sublimidad del paisaje. Se expresa una preocupación decimonónica en el hallazgo de territorios inhóspitos e imponentes como escenario natural de las filmaciones. Entre ellos, ciertos sitios de Groenlandia, La Puna, el Salar de Uyuni, el Amazonas o la Patagonia.
En esos paisajes casi inexplorados el ser humano se sitúa en un carácter de soledad y fragilidad transitando los tiempos de los ciclos naturales. Trabaja con comunidades originarias que se encuentran en peligro de extinción cultural. Se plantean allí actos de intensidad y resistencia. Trabaja sobre la idea de una confrontación entre los seres humanos y las fuerzas naturales del universo. La relación entre la figura humana y el espacio circundante establece un conflicto que es real y existencial al mismo tiempo.
En general, el punto de partida de las videoinstalaciones suele ser una acción performática en donde el ser humano persiste en sostenerse frente a ese entorno natural que lo supera ampliamente por su potencia e impredecibilidad. Como espectadores, empatizamos con el personaje allí, vulnerable pero insistente en su acto de prevalecer a pesar de todo
Entre los últimos y más destacados proyectos: Estado de emergencia (Espacio Fundación Telefónica de Buenos Aires, 2014) y El naufragio de los hombres (LiMAC, Lima 2013).
Sus obras han sido exhibidas, entre otros importantes espacios de exposición internacional en: 50a Bienal de Venecia (2003), Museo Kröller-Müller (2011), Museum Morsbroich (2011), Whitechapel Gallery, Londres (2010), Akademie der Künste - Berlín (2010), Singapur Biennale (2008) y en la BienalSur, un ambicioso proyecto impulsado desde Argentina para romper fronteras mediante el arte, que se realizó en 16 países del mundo Sur (2017).
Recibió varios premios y reconocimientos, entre ellos, el Premio Konex de Platino 2002: Video Arte o el Premio Chandon otorgado en la Feria arteBA edición 2009.

### Muestras individuales
- 2005 La caída de un sistema, ,Ferens Gallery, Kingston upon Hull, Reino Unido.

- 2009 El naufragio de los hombres, Fundación Alon, Buenos Aires, Argentina.

- 2013 El naufragio de los hombres, LiMAC, Museo de Arte Contemporáneo de Lima, Lima, Perú.

- 2014 Estado de emergencia, Espacio Fundación Telefónica, Buenos Aires, Argentina.

### Muestras colectivas
2017 Video Art in Latin America, LAXART, Hollywood, Los Ángeles, California. Del 17 de septiembre al 16 de diciembre de 2017
2015 Horizontes del deseo Museo de Arte Contemporáneo de la Provincia de Buenos Aires
2014 Fragile Hands, A Curatorial Essay on Stated Subjectivities, University of Applied Arts, Viena, Austria.
N comme Nature, La Gaîté lyrique, París, Francia.
2013 18° Festival de Arte Contemporânea SESC_Videobrasil, San Pablo, Brasil.
Cosmovideografías, Centro Nacional de las Artes, México D.F., México.
2012 Eu fui o que tu és e tu serás o que eu sou, Paço das Artes Museum, San Pablo, Brasil.
Mediations Biennale, Old Synagogue, Poznan, Polonia.
Covered Skies, ESC im LABOR, Graz, Austria. / Technische Universität Braunschweig, Braunschweig, Alemania. 
Rencontres Internationales París/Berlín/Madrid, Palais de Tokio, París, Francia.
Buenos Aires Photo, Centro Cultural Recoleta, Buenos Aires, Argentina.
2011 Windflower, Perceptions of Nature, Kröller-Müller Museum, Otterlo, Países Bajos.
Radical Shift. Politische und soziale Umbrüche in der Kunst Argentiniens seit den 60er Jahren, Museum Morsbroich, Leverkusen, Alemania.
2010 Realidad y Utopía - Argentiniens künstlerischer Weg in die Gegenwart, Akademie der Künste, Berlín, Alemania.
Charly Nijensohn & Nova Paul, Whitechapel Gallery, Londres, Reino Unido.
Art in the Auditorium II, Dead Forest Storm (Werkleitz, Zentrum für Medienkunst, Halle), Fundación PROA, Buenos Aires, Argentina.
Art in the Auditorium II, Ballroom Marfa, Texas, EE. UU.
Cinema Verite Redux, Gallery Sumukha, Chennai & Bangalore, India.
Hope !: Une exposition d'art contemporain sur l'Espoir, Palais des Arts de Dinard, Dinard, Francia.
2009 Art in the Auditorium, GAMeC (Galleria d ́Arte Moderna e Contemporánea di Bergamo), Bergamo, Italia.
5a Bienal VentoSul - o mundo todo aquí, vai mexer com voce -, Curitiba Biennial, Curitiba, Brasil.
Dojima River Biennale (Reflections: The World Through Art), Osaka, Japón.
Survival and Utopía: Visions of Balance in Transformation, Transmediale, Berlín, Alemania. 
ArteBA, Galería Daniel Maman, Buenos Aires, Argentina.
2008 Singapur Biennale, Singapur.
Re-Reading the Future, International Triennale of Contemporary Art, Praga, República Checa.
Rencontres Internationales París / Berlín / Madrid, Haus der Kulturen der Welt, Berlín, Alemania. / Museo Nacional Centro de Arte Reina Sofía, Madrid, España. / Centre Georges Pompidou, París, Francia.
Glow: Forum of Light in Art and Architecture, Eindhoven, Países Bajos.
2007 Primera Bienal del Fin del Mundo. Diálogos Polares, Ushuaia, Argenitna.
Rencontres Internationales Paris/Berlin/Madrid, Galerie Nationale du Jeu de Paume, París, Francia.
European Media Art Festival, Osnabrück, Alemania.
2005 Sobre una realidad ineludible, Museo Extremeño e Iberoamericano de Arte Contemporáneo, Badajoz, España.
Sobre una realidad ineludible, Centro de Arte Contemporáneo de Burgos, Burgos, España.
Monitoring, Medienkunstausstellung des 22. Kasseler Dokumentarfilm & Videofestes, KulturBahnhof, Kassel, Alemania.
2003 50th International Art Exhibition Venice Biennale, Convento de San Cosme y San Damián, Venecia, Italia.
Ten sounds for ten images, Podewil, Zentrum für aktuelle Künste, Berlín, Alemania.
X-Tract Sculpture Musicale, Podewil, Zentrum für aktuelle Künste, Berlín, Alemania.

### Ar Detroy
2002 Una visión de lo humano, ArteBA, Buenos Aires, Argentina.
Últimas tendencias en la colección del MAMBA, Museo de Arte Moderno de Buenos Aires (Mamba), Buenos Aires, Argentina.
2001 Bienal de Artes Visuais do Mercosul, Porto Alegre, Brasil.
Políticas de la diferencia: Arte Iberoamericano de fin de Siglo, Museo de Arte latinoamericano de Buenos Aires (Malba), Buenos Aires, Argentina.
Bienal de Valencia: El cuerpo del Arte, Instituto Valenciano de Arte Moderno (IVAM), Centre del Carmen, Valencia, España.
Festival Internacional de Video y Artes Electrónicas, Lima, Perú.
2000 Interferences, Centre International de Création Vidéo (CICV), Montbéliard, Francia.
Video Arte Argentino, Un nuevo siglo de formas expandidas, Fundación Ludwig, La Habana, Cuba.
Premio de Arte Digital, Museo Nacional de Bellas Artes (MNBA), Buenos Aires, Argentina.
Videoformes, Chapelle des cordeliers, Clermont Ferrand, Francia.
Media Art City, Notario, Canadá.
1999 An act of Intensity / Ar Detroy, Museo de Arte Moderno de Buenos Aires (Mamba), Buenos Aires, Argentina.
En torno a la acción, Museo de Arte Moderno de Buenos Aires (Mamba), Buenos Aires, Argentina. 
Buenos Aires Video X, Instituto Iberoamericano de Cultura (ICI), Buenos Aires, Argentina.
Sonar, Festival Internacional de Música Avanzada y New Media Art, Barcelona, España.
1998 El reflejo de lo invisible / Ar Detroy, Museo de Arte Moderno de Buenos Aires (Mamba), Buenos Aires, Argentina.
1997 Retrospectiva / Ar Detroy, Museo de Arte Moderno de Buenos Aires (Mamba), Buenos Aires, Argentina.
1996 11° Festival de Arte Contemporânea SESC_Videobrasil, San Pablo, Brasil.
2° Festival Internacional de video y artes electrónicas (FIV), Buenos Aires, Argentina.
Buenos Aires Video VIII, Instituto Iberoamericano de Cultura (ICI), Buenos Aires, Argentina. 
V Festival Franco-latinoamericano de Video Arte, Biblioteca Luis Ángel Arango, Bogotá, Colombia.
1995 Ar Detroy 1987 - 1995, Instituto Goethe, Buenos Aires, Argentina.
1994 Panorama del video de creación en América Latina, Centro Galego de Artés da Imaxe (CGAI), La Coruña, España.
Panorama del video de creación en América Latina, Museo Nacional Centro de Arte Reina Sofía (MNCARS), Madrid, España.
10° Festival de Arte Contemporânea SESC_Videobrasil, San Pablo, Brasil.
Scars, pleasure + Sacrifice, Consulate General of Argentina, Nueva York, EE. UU.
1993 Ar Detroy / Retrospectiva, Centro Cultural Ricardo Rojas, Buenos Aires, Argentina.
Latin America: Video Views - Latin American Artists of the Twentieth Century, The Museum of Modern Art (MOMA), Nueva York, EE.UU.
1992 I Festival Franco-latinoamericano de Video Arte, París, San Pablo, Buenos Aires. 
IV Bienal Internacional de video, Museo de Arte Moderno de Medellín, Medellín, Colombia.
9° Festival de Arte Contemporânea SESC_Videobrasil, San Pablo, Brasil.
European Media Art Festival (EMAF), Osnabrück, Alemania.
1990
Exodus / Ar Detroy, Cemento, Buenos Aires, Argentina.

## Premios
2009. Premio Chandon. ArteBA.
2007. Premio Paradigma Digital. ArteBA.
2002. Premio Fundación Antorchas.
2002. Premio Konex de Platino.
2001. Premio Bienal de Buenos Aires. Museo Nacional de Bellas Artes (MNBA).
2000. Premio de la Asociación Argentina de Críticos de Arte.
1998. Premio Fundación Antorchas.
1997. Premio Leonardo. Museo Nacional de Bellas Artes (MNBA).
1995. Premio I.C.I. Instituto Iberoamericano de Cultura.

## Residencias
2005. EMARE Fellowship.
2005. Hull Time Based Art, Artist in Residency, Kingston upon Hull, Reino Unido.
2004. Künstlerdorf Schöppingen, Artist in Residency, Schöppingen, Alemania.
2003. Podewil, Zentrum für aktuelle Künste, Artist in Residency, Berlín, Alemania.
2002. The Banff Center for the Arts, Artist in Residency, Alberta, Canadá.